# Развој светског рекорда у скоку удаљ на отвореном за мушкарце
Скок удаљ у данашњем облику појављује се половином XIX века у Енглеској, а у САД 1868. оснивањем Њујоршког атлетског клуба (New York Athletic Club) када је и први пут био на програму атлетских такмичења. Први забележени најбољи резултат не свету (није било званичних светских рекорда до 1912.) 5,80 метара постигао је Енглез П. Х. Гуч 1864. на првом такмичењу студената Оксфода и Кембриџа. Тај „рекорд“ надмашио је 1874. Ирац Џ. Лејн (J. Lane) скочивши 7,048 метара. Од 1896, пошто је уведена одскочна даска нагло се побољшавају резултати у тој дисциплини..
Први светски рекорд у скоку удаљ за мушкарце признат је од ИААФ (International Association of Athletics Federations – Међународна атлетска федерација), 1912. године. Тренутни рекорд код мушкараца је 8,95 метара а постигао га је Мајк Пауел, САД у Токију 30. август 1991.

## Светски рекорди признати одИААФ
Од 21. јуна 2011. ИААФ је ратификовао 18 светских рекорда у овој дисциплини. Према овој ратификацији први званични светски рекорд мушкој конкуренцији постигао је 7,61 метар а постигао га је Ирац Питер О'Конор 1901. године.
| Резултат | Ветар    | Атлетичар                           | Место        | Датум               | Трајање рекорда               | цм + |
| -------- | -------- | ----------------------------------- | ------------ | ------------------- | ----------------------------- | ---- |
| 7,61     |          | Питер О'Конор, Ирска*               | Даблин       | 5. август 1901.     | 21 година, 11 месеци, 18 дана | 00   |
| 7,69     |          | Ед Гордин, Сједињене Државе         | Кембриџ      | 23. јул 1923.       | 11 месеци, 15 дана            | + 8  |
| 7,76     |          | Robert LeGendre , Сједињене Државе  | Париз        | 7. јул 1924.        | 11 месеци, 06 дана            | + 7  |
| 7,89     |          | W. DeHart Hubbard, Сједињене Државе | Чикаго       | 13. јун 1925.       | 3 године, 00 месеци, 24 дана  | + 13 |
| 7,90     |          | Едвард Хем, Сједињене Државе        | Кембриџ      | 7. јул 1928.        | 2 месеца, 06 дана             | + 1  |
| 7,93     | 0,0 м/с  | Силвио Катор, Хаити                 | Париз        | 9. септембар 1928.  | 3 године, 01 месец, 18 дана   | + 3  |
| 7,98     | 0,5 м/с  | Чухеи Намбу, Јапан                  | Токио        | 27. октобар 1931.   | 3 године, 06 месеци, 29 дана  | + 5  |
| 8,13     | 1,5 м/с  | Џеси Овенс, Сједињене Државе        | Париз        | 25. мај 1935.       | 25 година, 02 месец, 18 дана  | + 15 |
| 8,21     | 0,0 м/с  | Ралф Бостон, Сједињене Државе       | Волнат       | 12. август 1960.    | 10 месеци, 15 дана            | + 8  |
| 8,24     | 1,8 м/с  | Ралф Бостон, Сједињене Државе       | Модесто      | 27. мај 1961.       | 01 месец, 20 дана             | + 3  |
| 8,28     | 1,2 м/с  | Ралф Бостон, Сједињене Државе       | Москва       | 16. јул 1961.       | 10 месеци, 25 дана            | + 4  |
| 8,31     | -0,1 м/с | Игор Тер-Ованесјан, Совјетски Савез | Јереван      | 10. јун 1962.       | 2 године, 03 месеца, 02 дана  | + 3  |
| 8,31     | 0,0 м/с  | Ралф Бостон, Сједињене Државе       | Кингстон     | 15. август 1964.    | изједначен                    | =    |
| 8,34     | 1,0 м/с  | Ралф Бостон, Сједињене Државе       | Лос Анђелес  | 12. септембар 1964. | 08 месеци, 12 дана            | + 3  |
| 8,35     | 0,0 м/с  | Ралф Бостон, Сједињене Државе       | Модесто      | 29. мај 1965.       | 3 године, 04 месеца, 20 дана  | + 1  |
| 8,35     | 0,0 м/с  | Игор Тер-Ованесјан, Совјетски Савез | Мексико Сити | 19. октобар 1967.   | изједначен                    | =    |
| 8,90     | 2,0 м/с  | Боб Бимон, Сједињене Државе         | Мексико Сити | 18. октобар 1968.   | 22 године, 10 месеци, 12 дана | +55  |
| 8,95     | 0,0 м/с  | Мајк Пауел, Сједињене Државе        | Токио        | 30. август 1991.    | 33 године, 210 дана           | + 5  |

- Ирска је 1901. и даље део Уједињеног Краљевства, али О'Конор је себе сматрао Ирцем и такмичио се и овом приликом као члан ирске аматерске атлетске асоцијације.